# Gassman-Indol-Synthese
Die Gassman-Indol-Synthese ist eine Variante der Gassman-Reaktion, die – ausgehend von Anilin oder Anilin-Derivaten – zu substituierten Indolen führt. Sie wurde erstmals 1973 von Paul G. Gassman veröffentlicht. Dabei wird unter aufeinanderfolgender Einwirkung von tert-Butylhypochlorit und Triethylamin ein Thioether mit einem 3-Indolylring gebildet, der mit Raney-Nickel zu dem entsprechenden Indol-Derival entschwefelt werden kann:
In dem folgenden Schema ist ein möglicher Reaktionsmechanismus beschrieben:
Anilin oder mono-N-alkylierte Aniline werden in einer ersten Stufe mit tert-Butylhypochlorit (1) zum entsprechenden N-Chloranilin (3) umgesetzt, das wiederum mit einem β-Carbonylsulfid zur Reaktion gebracht wird. Das entstehende Zwischenprodukt 4 kann anschließend durch Zugabe einer Base, üblicherweise Triethylamin, in das Endprodukt 9 überführt werden. Die ganze Synthese kann als Eintopfreaktion ohne Isolation der Zwischenprodukte geführt werden. Der Thioether 9 kann durch Hydrogenolyse, zum Beispiel mit Raney-Nickel, einfach entschwefelt werden unter Bildung des 2-substituierten Indols 10.